# Saffron
Saffron  è un nome proprio di persona inglese femminile.

## Origine e diffusione

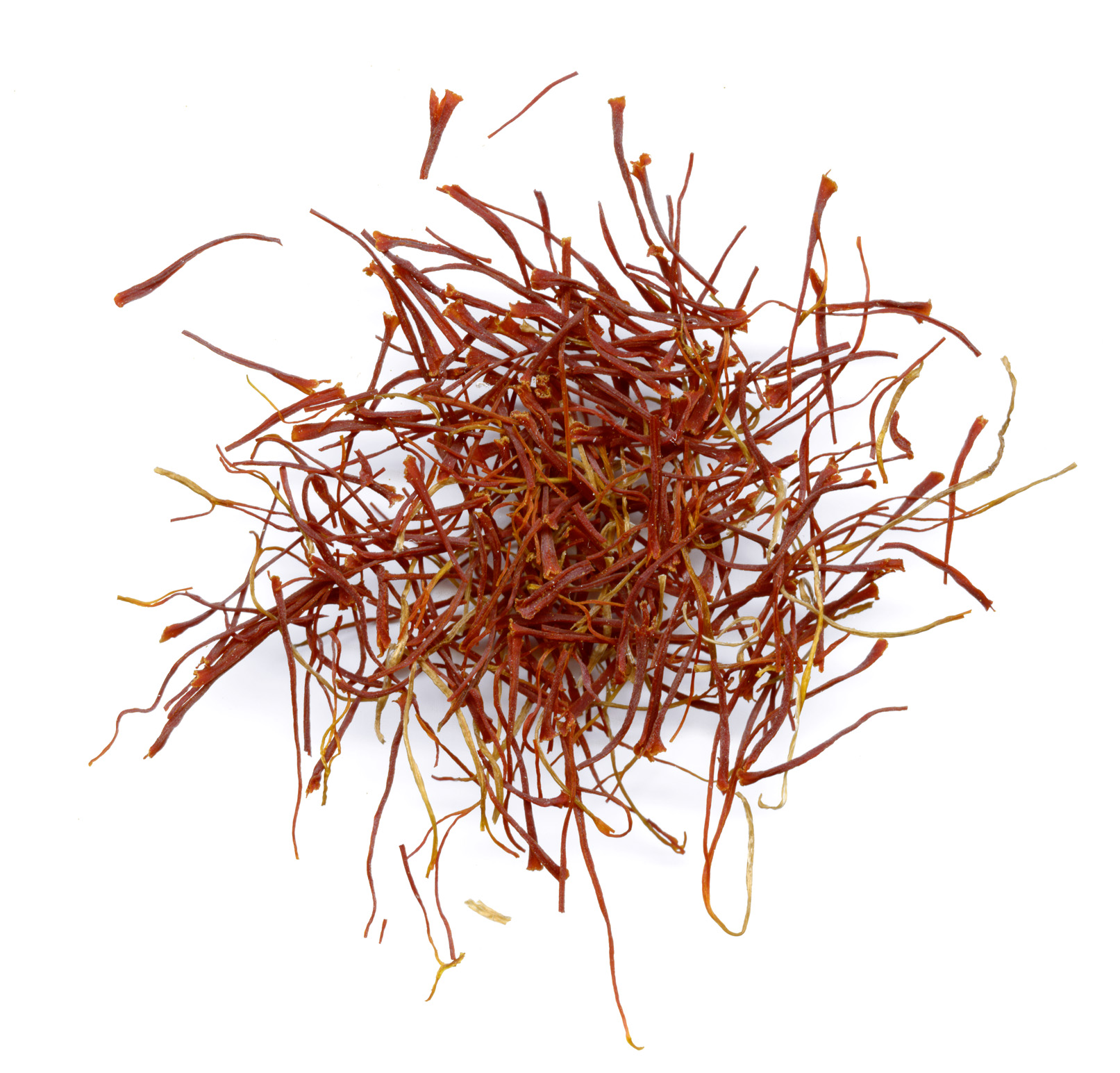
Dello zafferano iraniano

Riprende il termine inglese saffron, che può riferirsi allo zafferano, al fiore da cui è ricavato (Crocus sativus) o al suo colore giallo-arancio.
Etimologicamente risale, tramite medio inglese saffran, il francese safran e il latino safranum, all'arabo زعفران (za'faran), sempre col medesimo significato. L'origine ultima del vocabolo arabo è sconosciuta; potrebbe derivare da un termine persiano col significato di "foglie dorate".

## Onomastico
Non esistono sante che portano questo nome, che quindi è adespota. L'onomastico può essere festeggiato in occasione di Ognissanti, il 1º novembre.

## Persone

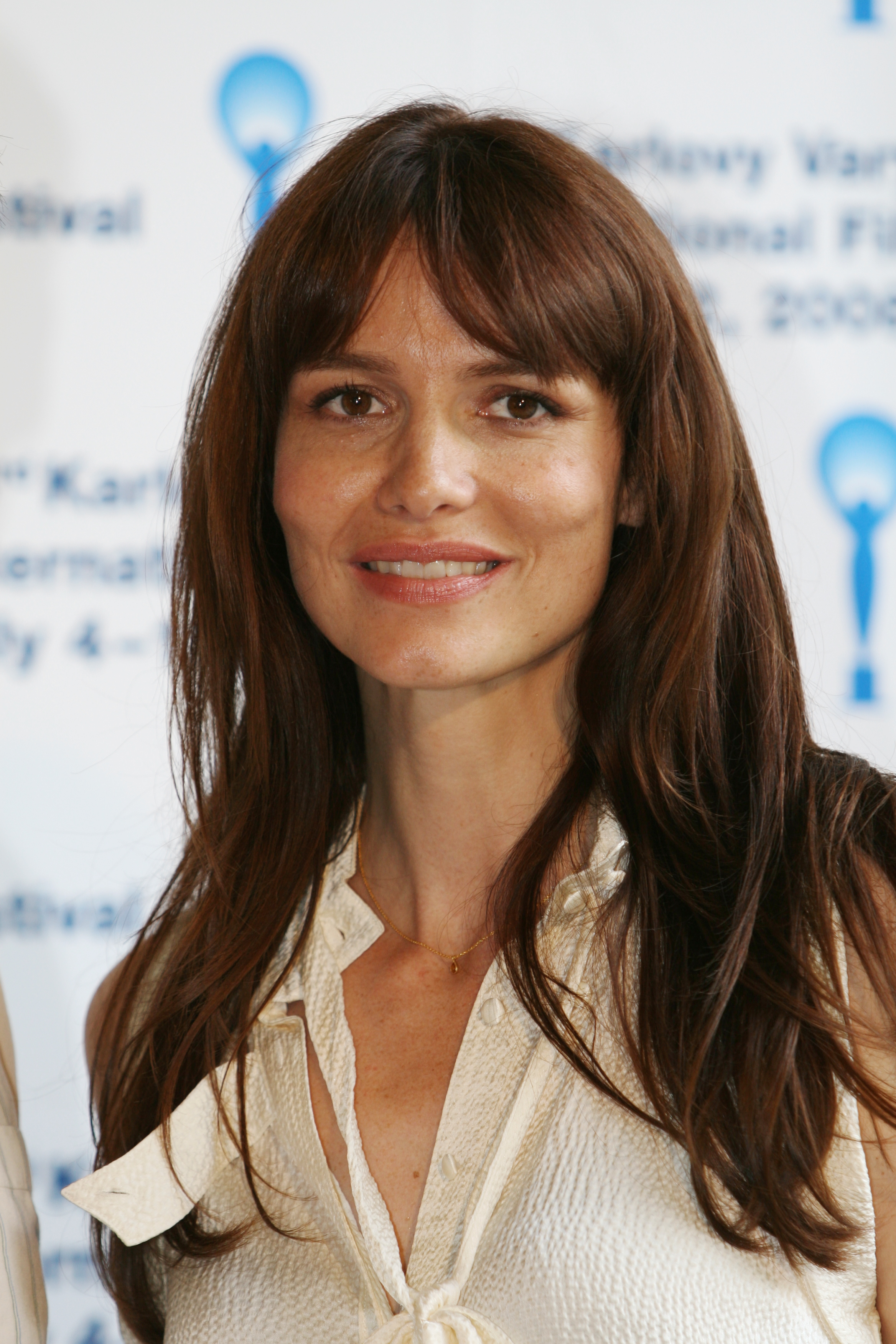
Saffron Burrows

- Saffron Aldridge, modella e attivista britannica
- Saffron Burrows, attrice britannica
- Saffron Henderson, doppiatrice e cantante canadese

## Il nome nelle arti
- Saffron Benbrook è un personaggio del romanzo di Wilbur Smith Il trionfo del sole.
- Saffron "Saffy" Monsoon è un personaggio della serie televisiva Absolutely Fabulous.
- Saffron è il titolo di una canzone del cantante inglese Jake Bugg.